# Wer lernen will, muss zahlen
Wer lernen will, muss zahlen (Originaltitel: Ivory Tower) ist ein US-amerikanischer Dokumentarfilm aus dem Jahr 2014 von Regisseur Andrew Rossi. Die Filmpremiere fand am 18. Januar 2014 auf dem Sundance Film Festival in der Kategorie US-Dokumentarfilm statt.

## Inhalt
Der Film handelt vom Preis-Leistungs-Verhältnis von Colleges. Er verschafft dabei einen Überblick über die Lage der Bildung an amerikanischen Universitäten. Kritisch beäugt werden die steigenden Studiengebühren, das Geschäft mit Studienkrediten, hohe Gehälter für Professoren und niedrige Abschlussquoten an den US-Hochschulen.

### Drehplätze
Während der Dokumentation werden verschiedene US-amerikanische Campus und dort stattfindende Ereignisse von mehr als 15 Universitäten gezeigt. Diese sind u. a.:
- Columbia University
- Harvard University
- Auburn University
- University of North Dakota
- University of Missouri
- Portland State University
- University of Minnesota
- Massachusetts Institute of Technology
- California State University, Fullerton
- Arizona State University
- Deep Springs College
- Spelman College
- Cooper Union
- Wesleyan University
- New York University
- Stanford University
- San José State University
- Bunker Hill Community College

## Übersetzung
Der Film wurde nicht in deutscher Sprache synchronisiert. Erläuterungen im Film (z. B. Vorstellung von Personen) wurden ins Deutsche übersetzt.

## Filmmusik
Der Soundtrack zum Film umfasst die folgenden Titel. 
1. Cathy Carr - Ivory Tower
2. Radiohead - I might be wrong
3. EMEFE - Free to scream
4. LCD Soundsystem - Freak out / Starry Eyes
5. Tame Impala - Nothing that has happened so far has been anything we could control
6. Beach House - Myth
7. EMEFE - 40 Watts